# Verneuil-Moustiers
Verneuil-Moustiers è un comune francese di 157 abitanti situato nel dipartimento dell'Alta Vienne nella regione della Nuova Aquitania.

## Società

### Evoluzione demografica
Abitanti censiti